# Bactrocera citroides
Bactrocera citroides
 es una especie de díptero que Drew describió por primera vez en 1989. Bactrocera citroides pertenece al género Bactrocera de la familia Tephritidae. 